# David Raya
David Raya Martín (Barcelona, 15 de septiembre de 1995) es un futbolista español que juega como portero en el Arsenal F. C. de la Premier League.

## Trayectoria
Se formó en las categorías inferiores de la U. E. Cornellà, equipo del que se fue muy joven rumbo a las islas británicas.
Llegó a Inglaterra en el verano de 2012 a las filas del equipo sub-18 del Blackburn Rovers F. C. En la temporada 2014-15 estuvo cedido durante cinco meses en el Southport Football Club, equipo de la Conference, al que ayudó a llegar a la tercera ronda de la FA Cup, donde cayó ante el Derby County.
En abril de 2015 debutó con el Blackburn en el triunfo 3-0 de su equipo sobre el Leeds United. Ese mismo mes renovó su contrato por tres años más, hasta 2018.
En la temporada 2016-17 disputó 6 encuentros en Copa y llegó a un acuerdo con los dirigentes del Blackburn Rovers para prolongar su contrato hasta junio de 2019.
En la temporada 2019-20 fichó por el Brentford F. C. y llegaron a la final de los playoffs por el ascenso a la Premier League en la que perdieron por 2-1 frente al Fulham F. C. con un error suyo en uno de los goles. La campaña siguiente volvieron a jugar el partido que decidía la tercera y última plaza de promoción a la máxima categoría del fútbol inglés, logrando esta vez el objetivo. Disputó dos temporadas en la Premier League con este equipo antes de ser cedido en agosto de 2023 al Arsenal F. C.
Hizo su debut con su nuevo equipo el 17 de septiembre en un encuentro de la Premier League ante el Everton F. C. en el que no encajó ningún gol. Tres días después se estrenó en la Liga de Campeones de la UEFA, competición en la que detuvo dos lanzamientos en la tanda de penaltis del partido de vuelta de octavos de final ante el F. C. Porto que sirvieron para conseguir el pase a la siguiente ronda. Duranta la temporada jugó un total de 41 partidos, en 20 de los cuales dejó la portería a cero, y a inicios de julio el club hizo efectiva la opción de compra. En su segunda campaña en la entidad londinense, ganó por segundo año consecutivo el Guante de Oro de la Premier League tras no encajar ningún gol en trece partidos de la competición.

## Selección nacional
El 18 de marzo de 2022 fue convocado por primera vez con la selección de España para dos partidos amistosos ante Albania e Islandia. Debutó el día 26 ante los albaneses en el RCDE Stadium, jugando los 90 minutos y con resultado final de 2-1 para España.
Acudió a la Eurocopa 2024 y tuvo la oportunidad de jugar el último partido de la fase de grupos frente a Albania. Realizó varias paradas que permitieron a España ganar por la mínima gracias a un solitario gol de Ferran Torres.

### Participaciones en Copas del Mundo
| Mundial      | Sede  | Resultado        | Partidos | Goles |
| ------------ | ----- | ---------------- | -------- | ----- |
| Mundial 2022 | Catar | Octavos de final | 0        | 0     |

### Participaciones en Eurocopas
| Copa          | Sede     | Resultado | Partidos | Goles |
| ------------- | -------- | --------- | -------- | ----- |
| Eurocopa 2024 | Alemania | Campeón   | 1        | 0     |

## Estadísticas

### Clubes
Actualizado al último partido disputado el 18 de mayo de 2025.
| Club                                   | Div.          | Temporada     | Liga  | Liga     | Copas nacionales | Copas nacionales | Copas internacionales | Copas internacionales | Total | Total    |
| Club                                   | Div.          | Temporada     | Part. | Goles(1) | Part.            | Goles(1)         | Part.                 | Goles(1)              | Part. | Goles(1) |
| -------------------------------------- | ------------- | ------------- | ----- | -------- | ---------------- | ---------------- | --------------------- | --------------------- | ----- | -------- |
| Southport F. C. Inglaterra             | 5.ª           | 2014-15       | 16    | 24       | 6                | 4                | —                     | —                     | 22    | 28       |
| Southport F. C. Inglaterra             | Total club    | Total club    | 16    | 24       | 6                | 4                | 0                     | 0                     | 22    | 28       |
| Blackburn Rovers F. C. Inglaterra      | 2.ª           | 2014-15       | 2     | 2        | —                | —                | —                     | —                     | 2     | 2        |
| Blackburn Rovers F. C. Inglaterra      | 2.ª           | 2015-16       | 5     | 5        | 0                | 0                | —                     | —                     | 5     | 5        |
| Blackburn Rovers F. C. Inglaterra      | 2.ª           | 2016-17       | 5     | 2        | 3                | 5                | —                     | —                     | 8     | 7        |
| Blackburn Rovers F. C. Inglaterra      | 3.ª           | 2017-18       | 45    | 39       | 2                | 3                | —                     | —                     | 47    | 42       |
| Blackburn Rovers F. C. Inglaterra      | 2.ª           | 2018-19       | 41    | 64       | 5                | 10               | —                     | —                     | 46    | 74       |
| Blackburn Rovers F. C. Inglaterra      | Total club    | Total club    | 98    | 112      | 10               | 18               | 0                     | 0                     | 108   | 130      |
| Brentford F. C. Inglaterra             | 2.ª           | 2019-20       | 49    | 42       | —                | —                | —                     | —                     | 49    | 42       |
| Brentford F. C. Inglaterra             | 2.ª           | 2020-21       | 45    | 38       | 3                | 4                | —                     | —                     | 48    | 42       |
| Brentford F. C. Inglaterra             | 1.ª           | 2021-22       | 24    | 27       | 1                | 4                | —                     | —                     | 25    | 31       |
| Brentford F. C. Inglaterra             | 1.ª           | 2022-23       | 38    | 46       | 1                | 1                | —                     | —                     | 39    | 47       |
| Brentford F. C. Inglaterra             | Total club    | Total club    | 156   | 153      | 5                | 9                | 0                     | 0                     | 161   | 162      |
| Arsenal F. C. Inglaterra               | 1.ª           | 2023-24       | 32    | 24       | 0                | 0                | 9                     | 7                     | 41    | 31       |
| Arsenal F. C. Inglaterra               | 1.ª           | 2024-25       | 37    | 33       | 4                | 7                | 13                    | 9                     | 54    | 49       |
| Arsenal F. C. Inglaterra               | Total club    | Total club    | 69    | 57       | 4                | 7                | 22                    | 16                    | 95    | 80       |
| Total carrera                          | Total carrera | Total carrera | 339   | 340      | 25               | 38               | 22                    | 16                    | 386   | 395      |
| (1) Hace referencia a goles encajados. |               |               |       |          |                  |                  |                       |                       |       |          |

## Palmarés

### Títulos internacionales
| Título                      | Club                | Sede         | Año  |
| --------------------------- | ------------------- | ------------ | ---- |
| Liga de Naciones de la UEFA | Selección de España | Países Bajos | 2023 |
| Eurocopa                    | Selección de España | Alemania     | 2024 |

### Distinciones individuales
| Distinción                         | Año  |
| ---------------------------------- | ---- |
| Guante de Oro de la Premier League | 2024 |
| Guante de Oro de la Premier League | 2025 |